# إس إس سانتا باولا (1958)
إس إس سانتا باولا (بالإنجليزية: SS Santa Paula) هي سفينة ركاب وشحن أمريكية بنيت لصالح شركة Grace Line لخدمة خط أمريكا الجنوبية عام 1958، وكانت آخر باخرة ركاب أمريكية العلم تُصنع.

## التصميم والبناء
- التشييد: وضعت في حوض Newport News Shipbuilding برقم ورشة 522، وشُرع ببنائها في 9 يناير 1958، ثم أُطلقت في 28 يونيو 1958 واكتملت في 10 أكتوبر 1958.
- المواصفات التقنية: بلغت حمولتها 15,371 غطاء رقمي إجمالي (GRT)، بطول 584 قدمًا وعرض 84 قدمًا، مزودة بتوربينات بخارية ذات دفع ثنائي بسرعة قصوى 20 عقدة

## الخدمة التشغيلية
- خدمة أمريكا الجنوبية: بدأت في خط نيويورك–بنما–بيرو لتحديث أسطول Grace Line من سفن 1932، مع تصميم داخلي مقاوم للحريق وأحمِر فردية في كل كبينة.
- خدمة الكاريبي: مع بداية الستينيات، حولتها Grace Line للعمل كسفينة رحلات سياحية في البحر الكاريبي.
- إنقاذ طاقم: في 25 نوفمبر 1964، استجابت أولى لنداء استغاثة MV Stolt Dagali المنكوبة قرب برمودا، وأنقذت 25 من أفراد طاقمها.

## نهاية الخدمة والمصير
أُخرجت من الخدمة عام 1978 وبيعت ثم بيعت مجددًا إلى أوشياناك صن لاين للعمل كعائمة فندقية.
وصلت إلى بيرايوس باليونان لإعادة بنائها لتصبح السفينة سياحية ستيلا بولاريس . فشلت هذه الخطة، لذا تم تأجيلها مرة أخرى حتى عام 1976، عندما اشترتها شركة ماريوت الدولية لتصبح فندقًا بالشراكة مع أربع شركات أخرى. ذهبت ستيلا بولاريس إلى يوغوسلافيا ، حيث أعيد بناؤها لخدمة الفنادق في مدينة الكويت .
وصلت إلى الكويت في عام 1978، حيث أعيدت تسميتها بفندق ماريوت الكويت وتم وضعها في رصيف مصنوع خصيصًا مرتفعًا عن قاع الميناء. في عام 1980 اكتمل العمل أخيرًا وافتتح فندق ماريوت الكويت أبوابه. في عام 1989 تمت إعادة تسمية الفندق إلى فندق رامادا السلام . 
خلال الاحتلال العراقي للكويت عام ١٩٩٠، قُصفت العديد من المباني، بما في ذلك سفينة رامادا السلام التي أُضرمت فيها النيران. تسبب الحريق في دمارها بالكامل، ولكن استُخدمت بعض الآلات التي بقيت سليمة بعد الحريق في تحويل سفينتها الشقيقة، سانتا روزا سابقًا، من سفينة عابرة للمحيطات إلى سفينة سياحية عام ١٩٩١.  بقيت السفينة في مرساها حتى عام ٢٠٠٢، عندما خُردّت في الموقع.

## وصلات خارجية
- (مؤرشفة) صور فندق ماريوت/رمادا السلام الكويتي
- صورة للجانب الأيسر من فندق السلام المحترق